# Noleysis Vicet
Noleysis Vicet (ur. 6 lutego 1981) – kubański lekkoatleta specjalizujący się w rzucie młotem.
Zajął szóste miejsce na igrzyskach panamerykańskich w Rio de Janeiro (2007). W 2008 i 2009 stawał na podium mistrzostw Ameryki Środkowej i Karaibów. Wywalczył brązowy medal igrzysk panamerykańskich w 2011. Wielokrotny medalista igrzysk kubańskich. Mistrz Kuby (2006).
Rekord życiowy: 75,40 (20 maja 2011, Hawana). 

## Osiągnięcia
| Rok  | Impreza                                  | Miejsce             | Lokata     | Wynik |
| ---- | ---------------------------------------- | ------------------- | ---------- | ----- |
| 2006 | Igrzyska Ameryki Środkowej i Karaibów    | Cartagena de Indias | 1. miejsce | 69,56 |
| 2007 | Igrzyska panamerykańskie                 | Rio de Janeiro      | 6. miejsce | 67,51 |
| 2008 | Mistrzostwa Ameryki Środkowej i Karaibów | Cali                | 1. miejsce | 71,61 |
| 2009 | Mistrzostwa Ameryki Środkowej i Karaibów | Hawana              | 2. miejsce | 72,46 |
| 2011 | Igrzyska panamerykańskie                 | Guadalajara         | 3. miejsce | 72,52 |